# Ґонсково
Ґонсково (пол. Gąskowo, нім. Ganzkow) — село в Польщі, у гміні Диґово Колобжезького повіту Західнопоморського воєводства.
Населення — 367 осіб (2011).

## Демографія
Демографічна структура станом на 31 березня 2011 року:
|          | Загалом | Допрацездатний вік | Працездатний вік | Постпрацездатний вік |
| -------- | ------- | ------------------ | ---------------- | -------------------- |
| Чоловіки | 188     | 45                 | 134              | 9                    |
| Жінки    | 179     | 41                 | 112              | 26                   |
| Разом    | 367     | 86                 | 246              | 35                   |